# Міла Павічевич
Міла Павічевич (хорв. Mila Pavićević) (нар. 4 липня 1988) — хорватська письменниця.

## Життєпис
Міла Павічевич народилася в Дубровнику 4 липня 1988 року. Тут закінчила Класичну середню школу. Викладає порівняльне літературознавство та новогрецьку мову й літературу в Заґребському університеті.

## Літературна діяльність
Видала кілька поетичних книжок: «XXX» (2002), «Moja siva» (2003), «Poludjele ovce» (2004, 2005), «Lovorenje» (2005). Друкувалася в часописах «Mogućnosti", «Dubrovnik", «Forum", «Književna republika» й інших. Отримала кілька нагород як авторка поетичних книжок, а 2009 року книжка «Дівчина з льоду й інші казки» була нагороджена Літературною премією Європейського Союзу.

## Переклади українською
- Дівчина з льоду й інші казки : оповідання / Павічевич М. ; пер. І. Лучука ; іл. М. Дмітруха . — Тернопіль : Навчальна книга – Богдан, 2020. — 64 с. ISBN 978-966-10-6192-6

## Нагороди та премії
- «Дівчина з льоду й інші казки» нагороджена Літературною премією Європейського Союзу, 2009 р.

## Інше
- Інтерв'ю з письменницею на порталі "Читомо" – Я винесла багато темряви зі свого минулого[4]